# Dogma 95
O Dogma 95 é um movimento cinematográfico internacional lançado a partir de um manifesto publicado em 13 de março de 1995 em Copenhague, na Dinamarca. Os autores foram os cineastas dinamarqueses Thomas Vinterberg e Lars von Trier. Segundo o relato de Vinterberg, os dois levaram apenas 45 minutos para formular as regras. Foram apresentadas uma semana depois no Odéon - Théatre de L’Europe, em Paris, em 20 de março de 1995, onde von Trier foi chamado para celebrar o centenário do nascimento do Cinema.

## Manifesto
O Manifesto Dogma 95 foi escrito para a criação de um cinema mais realista e menos comercial. Posteriormente juntaram-se a eles dois conterrâneos, os também cineastas Søren Kragh-Jacobsen e Kristian Levring. Segundo os cineastas, trata-se de um ato de resgate do cinema como feito antes da exploração industrial (segundo o modelo de Hollywood). O manifesto tem cunho técnico — apresenta uma série de restrições quanto ao uso de técnicas e tecnologias nos filmes — e ético — com regras quanto ao conteúdo dos filmes e seus diretores —, e suas ideias são tão controversas quanto seus filmes.

## Regras
As regras do Dogma 95, também conhecidas como “voto de castidade”, são:
1. As filmagens devem ser feitas no local. Não podem ser usados acessórios ou cenografia (se a trama requer um acessório particular, deve-se escolher um ambiente externo onde ele se encontre).
2. O som não deve jamais ser produzido separadamente da imagem ou vice-versa. (A música não poderá ser utilizada a menos que ressoe no local onde se filma a cena).
3. A câmera deve ser usada na mão. São consentidos todos os movimentos - ou a imobilidade - devidos aos movimentos do corpo. (O filme não deve ser feito onde a câmera está colocada; são as tomadas que devem desenvolver-se onde o filme tem lugar).
4. O filme deve ser em cores. Não se aceita nenhuma iluminação especial. (Se há muito pouca luz, a cena deve ser cortada, ou então, pode-se colocar uma única lâmpada sobre a câmera).
5. São proibidos os truques fotográficos e filtros.
6. O filme não deve conter nenhuma ação "superficial". (Homicídios, Armas, etc. não podem ocorrer).
7. São vetados os deslocamentos temporais ou geográficos. (O filme ocorre na época atual).
8. São inaceitáveis os filmes de gênero.
9. O filme final deve ser transferido para cópia em 35 mm, padrão, com formato de tela 4:3. Originalmente, o regulamento exigia que o filme deveria ser filmado em 35 mm, mas a regra foi abrandada para permitir a realização de produções de baixo orçamento.
10. O nome do diretor não deve figurar nos créditos.

Todos os filmes que recebem o reconhecimento do Dogma 95 seguem 10 regras estipuladas por Trier e Vinterberg. Para tanto, os realizadores devem enviar cópias de seus filmes à entidade que gerencia o Dogma 95 e submetê-los à avaliação. Caso aprovado e verificado que o voto de castidade foi cumprido, os autores recebem o Certificado Dogma 95.

## Filmes
Uma lista de filmes do Dogma 95 está disponível no sítio do Instituto de Cinema da Dinamarca e no Dogme95.
- Dogma #1: Festen
- Dogma #2: The Idiots
- Dogma #3: Mifune's Last Song
- Dogma #4: The King Is Alive
- Dogma #5: Lovers
- Dogma #6: Julien Donkey-Boy
- Dogma #8: Fuckland
- Dogma #12: Italian for Beginners
- Dogma #13: Amerikana
- Dogma #14: Joy Ride
- Dogma #18: Truly Human
- Dogma #19: Cabin Fever / Når nettene blir lange
- Dogma #21: Kira's Reason: A Love Story
- Dogma #23: Resin
- Dogma #28: Open Hearts
- Dogma #31: The Outcome

## Principais diretores
- Thomas Vinterberg
- Lars Von Trier
- Søren Kragh-Jacobsen
- Anders Thomas Jensen
- Kristian Levring
- Jean-Marc Barr
- Anthony Dod Mantle
- Paprika Steen
- Fran Ilich
- Harmony Korine